# Курівка (притока Вісли)
Курівка, Курувка (пол. Kurówka) — річка в південно-східній Польщі, права притока Вісли. 
Протікає Люблінською височиною. 
Довжина — 50 км, площа басейну — 395,4 км².
Витік знаходиться недалеко від села Пйотровіце Вєлькє (Piotrowice Wielkie), далі річка протікає територією Люблінського воєводства і впадає до Вісли біля міста Пулави.
Основні притоки — правосторонні: Бялка (Bielkowa (Białka)) з її притокою — Сирочанкою (Syroczanka) з власною поверхнею стоку 148,5 км² та Водна Струга (Wodna Struga) біля Вулки Новодворської (Wólki Nowodworskiej) довжиною 3 км. Лівосторонні притоки: Струга-Курув (Гарбувка) (Struga Kurów (Garbówka)) довжиною 6 км і поверхнею стоку близько 31 км² та Струмінь-Ольшовецький (Strumień Olszowiecki), а також водний потік без назви. У середньому спуск водного потоку виносить 1,61 проміле.
Найважливішими містами, що розміщені уздовж річки, є Гарбув (Garbów), Маркушув (Markuszów), Курів (Kurów), Конськоволя (Końskowola) і Пулави (Puławy).
Курівка використовується заводом азотних добрив в Пулавах як основне джерело водопостачання. Стічні води скидаються назад в річку, тому для захисту вод Вісли вода з Куровки поступає до Вісли не безпосередньо, а через систему дамб і шлюзів.